# 38. pehotni polk (Avstro-Ogrska)
Za druge 38. polke glejte 38. polk.
38. pehotni polk (izvirno nemško Infanterie-Regiment Nr. 38; je bil pehotni polk k.u.k. Heera.

## Zgodovina
Polk je bil ustanovljen leta 1814. 

### Prva svetovna vojna
Polkovna narodnostna sestava leta 1914 je bila sledeča: 97% Madžarov in 3% drugih. Naborni okraj polka je bil v Kecskemétu, pri čemer so bile polkovne enote garnizirane sledeče: Peterwardein (štab, I. in II. bataljon), Bileća (III. bataljon) in Oradea (IV. bataljon).
Med prvo svetovno vojno se je polk bojeval tudi na soški fronti. 23. maja 1917 so Italijani obkolili in zajeli polkov III. bataljon.
V sklopu t. i. Conradovih reform leta 1918 (od junija naprej) je bilo znižano število polkovnih bataljonov na 3.

## Organizacija
1918 (po reformi)
- 1. bataljon
- 2. bataljon
- 4. bataljon

## Poveljniki polka
- 1859: Carl Cattanei zu Momo[9]
- 1865: Carl Cattanei zu Momo[10]
- 1879: Heinrich von Pittel[11]
- 1908: Karl Leitschaft[12]
- 1914: Geza Lukachich von Somorja[2]